# Балтрунас, Леонас
Лео́нас Балтру́нас (лит. Leonas Baltrūnas; 20 октября 1914, Рига — 20 апреля 1993, Мельбурн) — литовский баскетболист и волейболист, литовский, советский и австралийский баскетбольный тренер. Двукратный чемпион Европы (1937, 1939).

## Биография
С 1934 года учился в Каунасском военном училище. В баскетбол начал играть в 1935 году. В чемпионате Литвы играл за ЦЯСО.
За сборную Литвы играл с 1936 года. На победном чемпионате Европы 1937 года сыграл во всех 5 матчах, набрал 2 очка в финальной встрече со сборной Италии. На следующем, также победном для литовцев, чемпионате 1939 года потерял место в основном составе. Сыграл в 2 матчах, набрал 7 очков в игре со сборной Венгрии (79:15). Один из первых в истории двукратных чемпионов Европы по баскетболу.
В 1941 году возглавлял сборную Каунаса на чемпионате городов в Ленинграде, команда заняла 6-е место на турнире. После Второй мировой войны переехал в Австралию, в 1955 году тренировал сборную страны.